# 稲城市立稲城第六中学校
稲城市立稲城第六中学校（いなぎしりつ いなぎだいろくちゅうがっこう）は、東京都稲城市若葉台3丁目にある公立の中学校である。稲城市内で最も新しい中学校である。

## 沿革
- 1999年（平成11年）4月1日 - 開校

## 通学区域
出典
- 若葉台（1丁目・2丁目・3丁目・4丁目）
  - ただし、若葉台1丁目1～18番地、若葉台2丁目16～22番地は、稲城第二中学校か稲城第六中学校のいずれかを選択することができる。
- 坂浜（2543番地・2610～2616番地・2668番地・2671番地）

## 交通
- 京王相模原線若葉台駅から徒歩12分
- 小田急多摩線はるひ野駅から徒歩8分